# Tecnología TTL
TTL es la sigla en inglés de transistor-transistor logic, es decir, «lógica transistor a transistor». Es una tecnología de construcción de circuitos electrónicos digitales. En los componentes fabricados con tecnología TTLRS los elementos de entrada y salida del dispositivo son transistores bipolares

## Características
- Su tensión de alimentación característica se halla comprendida entre los 4,75V y los 5,25V (como se ve, un rango muy estrecho). Normalmente TTL trabaja con 5V.
- Los niveles lógicos vienen definidos por el rango de tensión comprendida entre 0,0V y 0,8V para el estado L (bajo) y los 2,2V y Vcc para el estado H (alto).
- La velocidad de transmisión entre los estados lógicos es su mejor base, si bien esta característica le hace aumentar su consumo siendo su mayor enemigo. Motivo por el cual han aparecido diferentes versiones de TTL como FAST, LS, S, entre otros y últimamente los CMOS: HC, HCT y HCTLS. En algunos casos puede alcanzar poco más de los 400 MHz.
- Las señales de salida TTL se degradan rápidamente si no se transmiten a través de circuitos adicionales de transmisión (no pueden viajar más de 2 m por cable sin graves pérdidas).

## Historia
Aunque la tecnología TTL tiene su origen en los estudios de Sylvania, fue Signetics la compañía que la popularizó por su mayor velocidad e inmunidad al ruido que su predecesora DTL, ofrecida por Fairchild Semiconductor y Texas Instruments, principalmente. Texas Instruments inmediatamente pasó a fabricar TTL,con su familia 74xx que se convertiría en un estándar de la industria.

## Familias
Los circuitos de tecnología TTL se prefijan normalmente con el número 74 (54 en las series militares e industriales). A continuación un código de una o varias cifras que representa la familia y posteriormente uno de 2 a 4 con el modelo del circuito.
Con respecto a las familias cabe distinguir:
- TTL: serie estándar.
- TTL-L (low power): serie de bajo consumo.
- TTL-S (schottky): serie rápida (usa diodos Schottky).
- TTL-AS (advanced schottky): versión mejorada de la serie anterior.
- TTL-LS (low power schottky): combinación de las tecnologías L y S (es la familia más extendida).
- TTL-ALS (advanced low power schottky): versión mejorada de la serie LS.
- TTL-F (FAST : fairchild advanced schottky).
- TTL-AF (advanced FAST): versión mejorada de la serie F.
- TTL-HCT (high speed C-MOS): Serie HC dotada de niveles lógicos compatibles con TTL.

## Versiones
A la familia inicial 7400, o 74N, pronto se añadió una versión más lenta pero de bajo consumo, la 74L y su contrapartida rápida, la 74H, que tenía la base de los transistores dopada con oro para producir centros de recombinación y disminuir la vida media de los portadores minoritarios en la base.
Pero el problema de la velocidad proviene de que es una familia saturada, es decir, los transistores pasan de corte a saturación. Pero un transistor saturado contiene un exceso de carga en su base que hay que eliminar antes de que comience a cortarse, prolongando su tiempo de respuesta. El estado de saturación se caracteriza por tener el colector a menos tensión que la base. Entonces un diodo entre base y colector, desvía el exceso de corriente impidiendo la introducción de un exceso de cargas en la base. Por su baja tensión directa se utilizan diodos de barrera Schottky. Así se tienen las familias 74S y 74LS, Schottky y Schottky de baja potencia. Las 74S y 74LS desplazaron por completo las 74L y 74H, debido a su mejor producto retardo·consumo.
Mejoras en el proceso de fabricación condujeron a la reducción del tamaño de los transistores que permitió el desarrollo de tres familias nuevas: 74F (FAST: Fairchild Advanced Schottky Technology) de Fairchild y 74AS (Advanced Schottky) y 74ALS (Advanced Low Power Schottky) de Texas Instruments. Posteriormente, National Semiconductor redefinió la 74F para el caso de búferes e interfaces, pasando a ser 74F(r).

Puerta NAND en tecnología TTL estándar (N).

## Tecnología
La tecnología TTL se caracteriza por tener tres etapas, siendo la primera la que le nombra:
- Etapa de entrada por emisor: se utiliza un transistor multiemisor en lugar de la matriz de diodos de DTL.
- Separador de fase: es un transistor conectado en emisor común que produce en su colector y emisor señales en contrafase.
- Driver: está formada por varios transistores, separados en dos grupos. El primero va conectado al emisor del separador de fase y drenan la corriente para producir el nivel bajo a la salida. El segundo grupo va conectado al colector del divisor de fase y produce el nivel alto.

Esta configuración general varía ligeramente entre dispositivos de cada familia, principalmente la etapa de salida, que depende de si son búferes o no y si son de colector abierto, tres estados (ThreeState), etc.
Se presentan mayores variaciones entre las distintas familias: 74N, 74L y 74H que difieren principalmente en el valor de las resistencias de polarización, pero los 74LS (y no 74S) carecen del transistor multiemisor característico de TTL. En su lugar llevan una matriz de diodos Schottky (como DTL). Esto les permite aceptar un margen más amplio de tensiones de entrada, hasta 15V en algunos dispositivos, para facilitar su interfaz con CMOS.
También es bastante común, en circuitos conectados a buses, colocar un transistor PNP a la entrada de cada línea para disminuir la corriente de entrada y así cargar menos el bus.
Existen dispositivos de interfaz que integran impedancias de adaptación al bus para disminuir la reflexiones o aumentar la velocidad.

## Aplicaciones
Además de los circuitos LSI y MSI descritos aquí, las tecnologías LS y S también se han empleado en:
- Microprocesadores, como el 8X300, de Signetics, la familia 2900 de AMD y otros.
- Memorias RAM.
- Memorias PROM.
- Programmable array logic, o PAL, consistente en una PROM que interconecta las entradas y cierto número de puertas lógicas.